# 히가시카리야역
히가시카리야역(일본어: 東刈谷駅 히가시카리야에키[*])은 일본 아이치현 가리야시에 있는 도카이 여객철도 도카이도 본선의 역이다.
역 자체는 가리야 시 지역이지만, 역 북문은 시 경계에 가깝다. 더욱이, 북쪽으로 약 500m 가면 지류시로 들어가, 역은 이 3개 시의 이용 범위로 된다.

## 역 구조
상대식 승강장 2면 2선을 가지는 지상역으로, 선상 역사를 갖춘다. 도카이 교통 사업의 직원이 업무를 담당하는 업무위탁역으로, 가리야역이 이 역을 관리하고 있다. 발권 창구가 설치되어 있다.
| 1 | ■ 도카이도 본선 | 상행 | 오가키 · 도요하시 방면 |
| 2 | ■ 도카이도 본선 | 하행 | 나고야 · 오가키 방면   |

## 이용 현황
'가리야의 통계'에 따르면, 이 역의 1일 평균 승차 인원은 이하와 같이 추이되고 있다.
- 2005년도 - 5,425명
- 2006년도 - 5,660명
- 2007년도 - 5,426명
- 2008년도 - 5,458명
- 2009년도 - 5,244명

## 역 주변
- 국도 제23호선 지류 우회도로

## 역사
안조 - 가리야 간의 역 설치 운동은 1923년에 요사미 촌이 최초로 일으켜, 한동안은 불화로 되었던 것의 1956년에 고타 정, 오카자키 시와 제휴했던 '국철 미쓰 역 설치 기성 동맹'의 결성과 같이 운동이 재개되었다. 후에 1958년부터 가리야 시 단독으로 역 설치 운동이 추진되었기 때문에, 미쓰 역의 안에서 가장 빠른 1966년의 개업에 이르렀다. 처음에는 요사미 촌 시대부터 운동을 계속되어 왔던 유래부터 요사미역을 요망하고 있었지만, '이사미'라고 잘못 읽는 우려가 있으면 국철 측이 난색을 표해, 대안으로서 노다역도 채택되었지만 중복을 이유로 전송되어, 히가시카리야역으로 결정되었다. 더욱이, 1920년 11월 15일부터 1927년 2월 26일까지 이 역 부근으로 노다 신호장이 설치되어 있었지만, 이 역과는 무관계한 자료로, 신호장의 역 승격으로서 부활했다고 한 자료가 있다.
- 1966년 12월 24일 : 일본국유철도 도카이도 본선의 안조 - 가리야 간에 신설 개업. 여객 영업만.
- 1987년 4월 1일 : 일본국유철도 분할 민영화에 의해, 도카이 여객철도(JR 도카이)의 역이 된다.
- 2006년 11월 25일 : TOICA 도입.

## 인접 역
| 도카이 여객철도 도카이도 본선     | 도카이 여객철도 도카이도 본선 | 도카이 여객철도 도카이도 본선   |
| --------------------------------- | ----------------------------- | ------------------------------- |
| 미카와안조 하마마쓰·시즈오카 방면 | ■ 도카이도 본선               | 노다신마치 도요하시·나고야 방면 |